# Conseil national des politiques de lutte contre la pauvreté et l'exclusion sociale
 (février 2022).
Le Conseil national des politiques de lutte contre la pauvreté et l’exclusion sociale (CNLE) est un organisme officiel français, créé par la loi no 92-722 du 29 juillet 1992, promulguée sous le gouvernement Bérégovoy (PS) et modifiant la loi no 88-1088 du 1er décembre 1988 relative au revenu minimum d'insertion. Rattaché au Premier ministre, ce conseil a la singularité de faire participer à l’élaboration de ses avis des personnes directement concernées par les situations de pauvreté au sein d’un de ses collèges (le 5e collège).
Il a été récemment transformé à deux reprises pour accroître la participation des personnes concernées et sa capacité d’expertise. Depuis juillet 2023, il est présidé par Nicolas Duvoux.

## Composition

### Le conseil national des politiques de lutte contre la pauvreté et l’exclusion sociale
Sa composition est fixée par décret en Conseil d'État. Elle a été modifiée par décret le 22 octobre 2019. Cette évolution formalise la volonté politique de concrétiser le « choc de participation » de la stratégie de prévention et de lutte contre la pauvreté en favorisant la participation des personnes dites concernées à donner leur avis. Le Conseil d’Etat fixe également les conditions de la désignation, par le Premier ministre, de ses membres (actuellement au nombre de 64) et de la présidence du Conseil. Fiona Lazaar (députée du Val d’Oise ) a été nommée présidente du CNLE le 24 février 2020 et succède à Étienne Pinte, député (UMP) des Yvelines, ancien maire de Versailles. Le secrétariat du Conseil est assuré par la Direction générale de la cohésion sociale (DGCS).
Le Conseil est composé de cinq collèges et de membres invités permanents. Il comprend des parlementaires, des représentants des collectivités territoriales et d'autres personnes morales de droit public ou privé concourant à la formation professionnelle, à l’insertion et à la lutte contre la pauvreté et l’exclusion ainsi que le Président du Conseil économique, social et environnemental (CESE). Il comprend également 32 personnes en situation de pauvreté ou de précarité, nommées par le Premier ministre à la suite d'un appel à manifestation d'intérêt auprès des associations qui agissent dans le domaine de la lutte contre la pauvreté et l'exclusion sociale. Elles forment le 5ème collège.

### Le comité scientifique du conseil national des politiques de lutte contre la pauvreté et l’exclusion sociale
Le comité scientifique comporte une quarantaine de membres (Titulaires ou suppléants). Il est composé de neuf universitaires et chercheurs, nommés par arrêté du Premier ministre sur proposition du président du conseil, et des représentants de chacun des collèges du CNLE nommés pour un mandat de trois ans. Il réunit ainsi des représentants de la statistique publique, des administrations concernées, des caisses de sécurité sociale, de l’action sociale territoriale, des élus, des associations, des partenaires sociaux, des personnes qualifiées parmi les universitaires et chercheurs, et des personnes en situation de pauvreté ou d’exclusion sociale (personnes concernées du 5e collège du CNLE). Y siègent également des représentants de divers organismes et institutions (Conseil économique social et environnemental (CESE), Haut conseil du travail social (HCTS), France Stratégie, OCDE, Liser, Odenore).
Le comité est dirigé par Michèle Lelièvre, anciennement Secrétaire générale de l’ONPES. Elle est la directrice scientifique du comité scientifique permanent rattaché au CNLE depuis sa création.

## Missions
Les missions du CNLE sont fixées par l’article L-143-1 du code de l’action sociale et des familles.
- Il assiste de ses avis le Gouvernement sur toutes les questions de portée générale qui concernent la lutte contre la pauvreté et l'exclusion sociale.
- Il assure une concertation entre les pouvoirs publics, les associations, les partenaires sociaux, les organismes et personnes qualifiées agissant dans le domaine de la lutte contre la pauvreté et l’exclusion sociale et les personnes en situation de pauvreté.
- Il peut être consulté par le Premier ministre sur les projets de textes législatifs ou réglementaires et sur les programmes d'action relatifs à l'insertion et à la lutte contre la pauvreté et l'exclusion sociale.
- Il peut être saisi pour avis par les membres du Gouvernement dans les domaines qui relèvent de leurs compétences.
- Il peut, de sa propre initiative, proposer aux pouvoirs publics les mesures qui lui paraissent pouvoir améliorer la lutte contre la pauvreté et l'exclusion sociale Il peut prendre l'initiative de proposer au gouvernement certaines mesures.

## Actualités

### Mission du Premier ministre sur le suivi de l’évolution qualitative de la pauvreté
Le CNLE a été missionné le 11 janvier 2021 par le Premier ministre afin d’apporter sa contribution à la connaissance qualitative de l’évolution de la pauvreté. Le CNLE publie le 12 mai 2021 un premier rapport réalisé par son comité scientifique, La pauvreté démultipliée - Dimensions, processus et réponses - Printemps 2020|Printemps 2021. Il y décrit et analyse les processus multidimensionnels et cumulatifs de paupérisation à l’œuvre dans le contexte inédit de la crise sanitaire. Ce rapport est remis officiellement mercredi 12 mai 2021 à Jean Castex, Premier ministre.

### Rapport sur l’impact social de la crise et 12 propositions remises au Premier ministre
Le CNLE formule dans un avis remis au Premier Ministre le 28 septembre 2020, « 12 propositions pour accompagner les plus fragiles face à la crise ». Cet avis qui alerte sur les effets de la crise sanitaire sur les populations en situation de vulnérabilité, a été relayé par sa présidente Fiona Lazaar.